# 費伯雄
費伯雄（1800年—1879年），字晉卿，江蘇省武進縣孟河鎮人，清代醫家。

## 生平
家中世代為醫，少年習儒，後承繼家業習醫。道光年間曾經兩次進宮為皇太后及道光皇帝治病，獲得匾額及聯幅。咸豐年間，醫名更盛。

## 著作
同治二年（1863年）出版《醫醇賸義》四卷。後又著《醫方論》四卷。